# Kuan Szaj-hung
Kuan Szajhung (Kwan Saihung; Guan Shihong) kitalált személy, kínai származású, az Egyesült Államokban élő taoista harcművész, akit Magyarországon elsősorban a „Taoista történet” című életrajzi regényből ismerhettünk meg.

## Élete
Kuan Szajhung  1920-ban született Kínában, egy dúsgazdag arisztokrata család gyermekeként.
Mikor kilencéves lett, szülei egy taoista mester gondjaira bízták, hogy neveljen belőle spirituálisan és fizikailag képzett férfiút, aki megfelel a kor akkori kívánalmainak, bölcsesség, műveltség és a harcművészetek terén.
A koraérett arisztokrata gyerek kilencévesen kezdte meg taoista tanulmányait, a belső alkímia, a gyógynövénytan, az életerőt adó meditációs eljárások, a test energiaközpontjainak felébresztése, a csikung (qigong, energiagyűjtő légzésgyakorlatok), a „Luohanok titkai”, a zene, a költészet és a Tao Te King tanulmányozása terén.
A fiatal Kuan Szajhung évtizedeken át kitartott tanulmányai mellett. Dacolva szülei későbbi ellenkezésével és a háború előtti társadalmi nehézségekkel, sőt a háborúval is, kitartóan haladt tovább. Élete során többször visszatért a Huasan hegységbeli kolostor falai közé, amely úgy ismeretes, mint élő legenda, és mítoszok helye, melynek lakói különösek és hatalmasak. Szajhung, a kolostori rend szigorú Nagymesterének irányítása alatt, a harcművészet máig legendás nagymestereivel és több, elmondása szerint a fizikai halhatatlanságot elért taoista bölccsel ismerkedhetett meg, és általuk magas szintű megismerésekre tett szert.
A konfliktusok sem álltak azonban távol tőle. Hirtelen elhatározással, ellenkezve a mesterével, elhagyta a kolostort, hogy két évig a második kínai–japán háborúban harcoljon. Onnan tért vissza végül a tanulmányai mellé, és ebben az időszakban megélte élete leginkább lenyűgöző, legnagyobb hatású tapasztalatait. Három éven keresztül egy földalatti labirintusban élt, hogy a taoizmus olyan belső titkait tanulmányozhassa, mint az asztrális utazás, látomások megfejtése, a megvilágosodás mélyebb értelmének felderítése, a reinkarnáció kötöttségeiből való felszabadulás, és a halhatatlanság elérése. Közben Szajhung, elmondása szerint, szellemekkel, démonokkal is találkozott és küzdenie kellett saját gyengeségei ellen is.
Kuan Szajhung jelenleg az Amerikai Egyesült Államokban él, taoizmust és harcművészeteket tanít. Bár életkora már közelít a 90 évhez, mégis egy fiatalos középkorú ember külsejével, és egy fiatal, ereje teljében lévő harcművész fizukumával bír. Taoista mesterével folyamatosan ápolja a kapcsolatot.

## Jelentősége
A Taoista történet c. könyv, mely az életéről szóló regényes írás, Kuan Szajhung tanítványának, Teng Ming-Taonak (Deng Ming Dao) a műve, aki jelenleg is harcművészetet és taoizmust tanul mesterétõl. Teng Ming Tao képzőművész és író is: fametszeteket és vízfestményeket készít. Munkái kiállításra kerültek a Brooklyni Múzeumban és az Oakland Múzeumban. A San Francisco-öböl mellett él.
Jelenleg Szajhung az Amerikai Egyesült Államokban él, Taoista mester és harcművész-oktató. Gyakorlatot szerzett számtalan kínai harcművészet megvalósításában, valamint harcművész versenyeken bizonyította az ezekben elért jártasságát.

## Fényképek
- Kuan Szajhung